# Aricia azerbajdzhana
Aricia azerbajdzhana är en fjärilsart som beskrevs av Obraztsov 1935. Aricia azerbajdzhana ingår i släktet Aricia och familjen juvelvingar. Inga underarter finns listade i Catalogue of Life.